# Arrondissement de Memel
1818–1945
Entités précédentes :
- Royaume de Prusse

Entités suivantes :
- RSS de Lituanie

L'arrondissement de Memel est l'arrondissement le plus au nord de l'Empire allemand et a existé de 1818 à 1944. De 1920 à 1939, l'arrondissement est rattaché au territoire de Memel puis à la Lituanie avant d'être de nouveau rattaché au territoire allemand. Le 1 octobre 1944, l'arrondissement comprend 75 petites municipalités aux alentours de la ville de Memel. La zone appartient désormais à la Lituanie, où Memel (renommée Klaipėda) est le siège administratif de l'apskritis de Klaipėda. 

## Géographie
Le district couvre les régions les plus septentrionales du royaume de Prusse et de l'Empire allemand. Il se compose d'un morceau de continent à l'extrémité nord de la lagune de Courlande et de son embouchure dans la mer Baltique dans la zone urbaine de Memel ainsi que de la partie la plus septentrionale de l'isthme de Courlande, le long promontoire étroit séparant la lagune et la mer Baltique. 
Le plus grand fleuve du district est le Minge, qui traverse Prökuls. Le canal Guillaume, construit entre 1863-1873, va de la Minge près du village de Lankuppen à la lagune de Courlande dans le port de Memel. 

## Transports
Une ligne exploitée par le chemin de fer de la Prusse va de Tilsit via Pogegen et Heydekrug à Memel en passant par le district. La gare de Memel est connecté au réseau ferroviaire en juin 1875. La ligne est étendue en 1892 jusqu'à la frontière russe (lituanienne) près de Bajohren (Deutsch Krottingen). 
De 1904 à 1934, 'entreprise Memeler Kleinbahn AG exploite le tramway de Memel à deux lignes ainsi qu'un petit réseau ferroviaire à trois lignes, qui ouvre ses portes en 1905 et permet d'aller à Plicken (de), Laugallen et Pöszeiten, trois petites villes à la frontière russe. Pendant l'occupation lituanienne du territoire de Memel, une ligne de chemin de fer vers Schaulen et donc vers l'arrière-pays lituanien est ouverte en 1932. 
La ligne Cranz-Memel passe du côté lagon de l'isthme de Courlande. Les stations de Nidden et Schwarzort (de) sont dans l'arrondissement. Pour les exportations de la Russie, Memel est le port maritime le plus important de la côte baltique allemande. 
La Route impériale n°132 (de) va de Tilsit via Heydekrug jusqu'à l'arrondissement et via Prökuls et Memel jusqu'au village le plus septentrional d'Allemagne, jusqu'à Nimmersatt (de) - "où l'empire se termine" . Il y a un poste frontière à Polangen.

## Population
| Année | Numéro | Remarques                                                                                                 |
| ----- | ------ | --- |
| 1836  | 37,350 | [ 1 ] |
| 1890  | 59,410 | |
| 1900  | 59 797 | |
| 1905  | 61 018 | Langues: 33 508 allemands, 26 328 lituaniens; Religion: 56 975 évangéliques, 2 384 catholiques, 981 juifs |
| 1910  | 61 972 | |

## Limites terrestres
L'arrondissement de Memel a une frontière sud avec l'arrondissement d'Heydekrug. Sur l'isthme de Courlande, il a également une courte frontière terrestre avec l'arrondissement de Fischhausen. 
Sur le continent, la frontière sud de l'arrondissement se situe à environ la latitude 55°30 ' nord, au sud du village de Lankuppen, entre Prökuls et Heydekrug. Sur l'isthme, l'arrondissement s'étend plus au sud, de sorte que Nidden appartient toujours à l'arrondissement. 
Au nord et à l'est, l'arrondissement a une frontière avec l'Empire russe (gouvernement de Kowno) jusqu'en 1918, puis par la Lituanie, devenue indépendante, elle-même occupée par l'Union soviétique en 1940 et l'Allemagne nazie en 1941. A l'ouest, l'arrondissement borde la mer Baltique. 
L'arrondissement de Memel appartient au district de Königsberg. Sa position est relativement isolée car les districts les plus proches de Heydekrug et Niederung appartiennent au district de Gumbinnen. Seul l'isthme de Courlande relie l'arrondissement de Memel au reste du district.

## Histoire administrative

### Royaume de Prusse
Avec les réformes administratives prussiennes après le Congrès de Vienne, l'arrondissement de Memel est créé en février 1818 dans le district de Königsberg dans la province de Prusse. 
L'arrondissement comprend les paroisses: 
- Deutsch Crottingen (de)
- Deutsch Memel, y compris la ville de Memel
- Litauisch Memel
- Prökuls
- Schwarzort (de)

Le siège de l'arrondissement se situe à Memel. Depuis le 3 décembre 1829 - après la fusion des anciennes provinces de Prusse et de Prusse occidentale - l'arrondissement appartient à la nouvelle province de Prusse avec son siège à Königsberg. À partir du 1er janvier 1871, l'arrondissement fait partie de l'Empire allemand. Après la division de la province de Prusse en nouvelles provinces de Prusse-Orientale et de Prusse-Occidentale en avril 1878, l'arrondissement de Memel est rattachée à la province de Prusse-Orientale. Pendant la Première Guerre mondiale, les troupes russes occupent la ville et l'arrondissement de Memel, mais ceux-ci sont repris par les troupes allemandes le même mois. Le 1er avril 1918, la ville de Memel - avec l'incorporation simultanée des villages de Bommelsvitte, Janischken et Schmelz - quitte l'arrondissement pour former son propre arrondissement.

### Territoire de Memel
Avec l'entrée en vigueur du Traité de Versailles le 10 janvier 1920, l'arrondissement de Memel est rattaché au territoire de Memel. Le 10 janvier 1923, le territoire de Memel est occupée par les troupes lituaniennes et le 7 mai 1923 placé sous souveraineté lituanienne. 
En 1925, la ville de Memel (lit. Klaipéda) compte 35 927 habitants. En plus de cela, il y a 14 municipalités de plus de 500 habitants: 
- Dawillen (de) (Dovilai) : 605
- Götzhöfen (lt) (Žardininkai) : 545
- Groß Jagschen (lt) (Sėlenai) : 697
- Karkelbeck (lt) (Karklininkai) : 841
- Kebbeln (lt) (Kebeliai) : 563
- Krucken-Görge (lt) (Ginduliai) : 838
- Nidden (Nida) : 736
- Plicken (de) (Plikiai) : 996
- Prökuls (Priekulė) : 1 101
- Sakuten (lt) (Sakūtėliai) : 620
- Schilleningken (lt) (Šilininkai) : 513
- Szimken (lt) (Šimkai) : 595
- Truschellen (lt) (Trušeliai) : 1 101
- Wannaggen (lt) (Vanagai) : 841

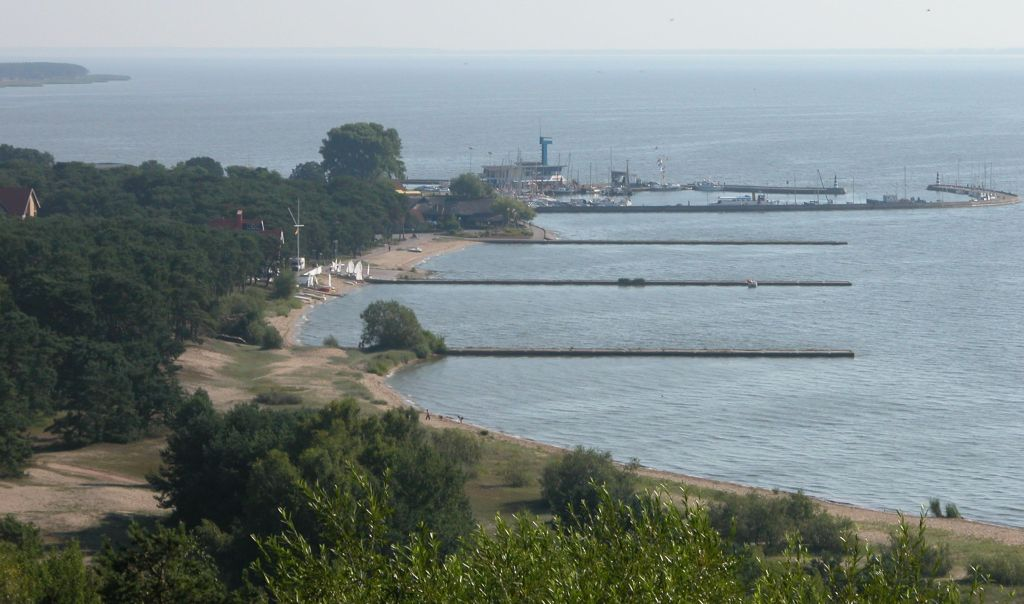
Le port de Nidden.

Au cours des années suivantes, des corrections mineures aux frontières sont apportées en faveur de l'arrondissement de Memel, le: 
- 24 mai 1922: intégration de la commune Süderspitze (partiellement),
- 1er octobre 1922: intégration de la commune de Rumpischken,
- 30 avril 1931: intégration du quartier de Charlottenhof.

### Depuis 1939
Le 22 mars 1939, l'arrondissement est incorporée dans le district de Gumbinnen dans la province de Prusse-Orientale. 
En octobre 1944, l'arrondissement est occupé par l'Armée rouge et fait partie de l'Union soviétique. Il est rattaché à la République socialiste soviétique de Lituanie. Depuis la dissolution de l'Union soviétique, l'ancien arrondissement se trouve maintenant en Lituanie . 

## Administrateurs d'arrondissement
- 1818-1834: Ernst Flesche

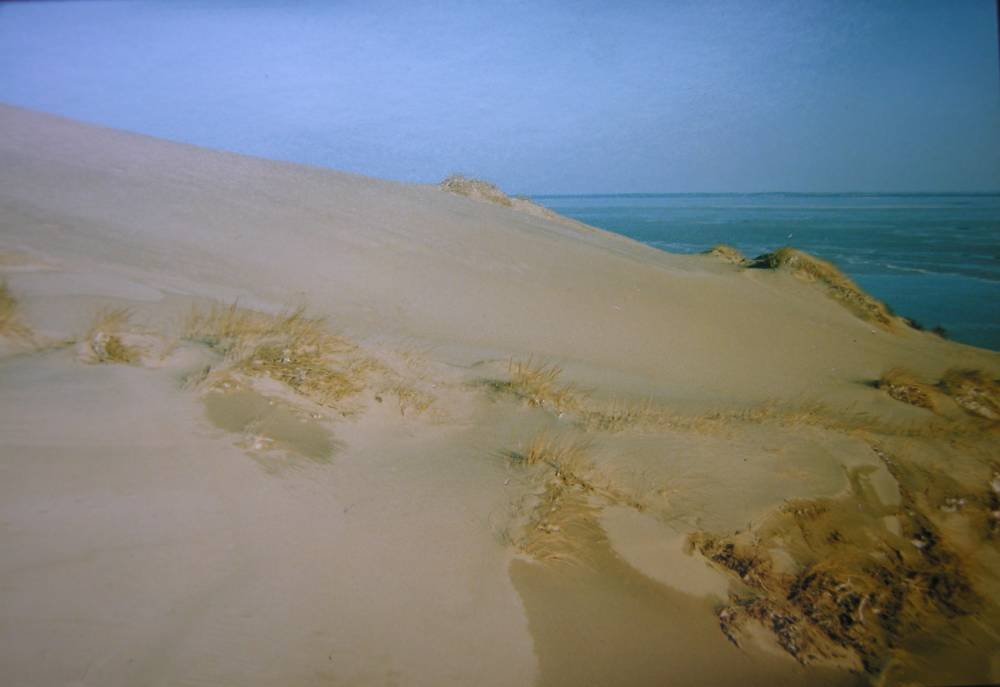
Dunes de sable sur l'isthme de Courlande.

- 1834-1834: Tolcksdorff (provisoire)
- 1834-1850: Wilhelm Martin Waagen
- 1850-1851: Frenzel-Beyme (provisoire)
- 1851-1862: Friedrich Wilhelm Theodor Dieckmann
- 1862-1868: Hugo Schultz (de)
- 1868-1870: von Röder
- 1870-1883: Alfred von Gramatzki (de)
- 1884-1918: Heinrich Cranz
- 1918-1924: Hans Honig (de)

- 1939-1940:
- 1940-1944: Georg Kohlhoff

## Constitution
L'arrondissement est initialement divisé entre la ville de Memel, les communautés rurales et les communes indépendantes. Cette structure municipale est maintenue en grande partie dans le territoire de Memel. 
Le 1 mai 1939, le code municipal allemand du 30 janvier 1935, qui prévoit la mise en œuvre du principe d'un chef au niveau communautaire est appliqué. Le même jour, une réforme territoriale a lieu, dans laquelle presque tous les districts successoraux auparavant indépendants sont dissous et attribués aux communautés voisines; le nombre de municipalités est également considérablement réduit grâce aux fusions. Le regroupement des municipalités en bureaux change également. 
Une nouvelle constitution d'arrondissement n'est pas créée; l'ordre d'arrondissement pour les provinces de Prusse-Orientale et Occidentale, Brandebourg, Poméranie, Silésie et Saxe du 19  mars 1881 est appliqué.

## Noms de lieux
Une germanisation radicale des noms de lieux lituaniens et coures est préparée, mais n'est pas accomplie avant la fin de la guerre. 